# 경원선
경원선(京元線)은 서울특별시 용산구 용산역과 강원특별자치도 철원군 백마고지역을 잇는 간선철도 노선이다. 한때 원산역까지 이어져 있었으나 한반도 분단 이후 조선민주주의인민공화국에서 이 노선의 휴전선 이북 구간을 함경선과 합하여 강원선으로 지정하여 관리하고 있다. 대한민국에서 관할하는 경원선은 대한민국 내의 구간인 용산 ~ 백마고지까지이다.
현재 용산역에서 회기역까지는 강릉선 고속열차와 ITX-청춘, 수도권 전철 경의·중앙선이 운행하고, 왕십리역에서 청량리역까지는 수도권 전철 수인·분당선이 운행하며, 청량리역에서 연천역까지 수도권 전철 1호선이 운행하고 있다. 연천역 이북 구간은 현재 영업운전을 하고 있지 않다. 통행방향은 어디서든 좌측통행이다.
또한 전 구간이 평화생명관광열차가 운행하는 구간이었으나 복선 전철화 공사와 더불어 아프리카돼지열병, 코로나바이러스감염증-19, 그리고 열차 노후화 등으로 인해 2023년 12월 28일에 운행을 종료했다.

## 연혁

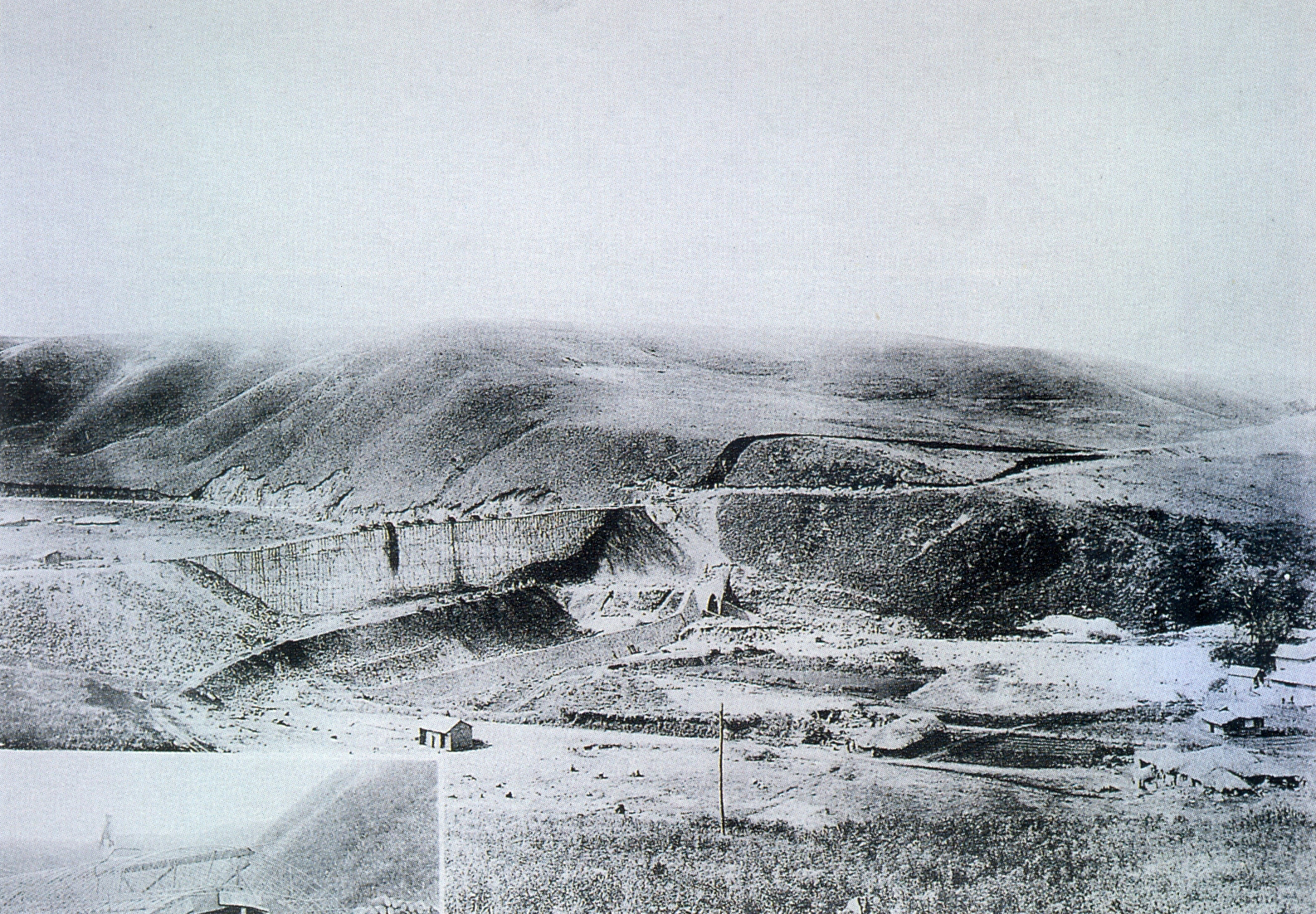
경원선 검불랑 철도제방 공사 현장

### 일제강점기 시절
- 1910년 10월 1일 : 경원선 착공
- 1911년 10월 15일 : 용산 ~ 의정부 구간 개통[2]
- 1912년 7월 25일 : 의정부 ~ 연천 구간 개통[3]
- 1912년 10월 21일 : 연천 ~ 철원 구간 개통[4]
- 1913년 7월 10일 : 철원 ~ 복계 구간 개통[5]
- 1913년 8월 21일 : 룡지원 ~ 원산 구간 개통[6]
- 1913년 9월 25일 : 복계 ~ 검불랑 구간 개통[7]
- 1913년 10월 21일 : 고산 ~ 룡지원 구간 개통[8]
- 1914년 4월 11일 : 갈마역 개통 및 독도역을 왕십리역으로 개칭[9]
- 1914년 6월 21일 : 검불랑 ~ 세포 구간 개통[10]
- 1914년 8월 16일 : 세포 ~ 고산 구간 개통[11]
- 1917년 10월 1일 : 서빙고역 개통
- 1928년 5월 16일 : 안변역을 배화역으로 개칭[12]
- 1928년 9월 1일 : 안변역 개통[13]
- 1931년 6월 15일 : 한강리역 개통[14]
- 1931년 8월 1일 : 삼방역 개통[15]
- 1935년 1월 16일 : 수철리역 개통[16]
- 1936년 12월 1일 : 리목역 개통[17]
- 1938년 5월 1일 : 청량리역을 동경성역으로 개칭[18]
- 1938년 6월 13일 : 가곡역 개통[19]
- 1939년 6월 1일 : 연촌역 개통[20]
- 1941년 7월 1일 : 성산역 개통[21]
- 1942년 6월 1일 : 동경성역을 청량리역으로 환원
- 1942년 12월 1일 : 신탄리역 개통[22]
- 1944년 3월 31일 : 한강리역, 수철리역 폐역
- 1944년 4월 : 복계 ~ 고산 구간 전철화 개통 및 데로형 전기 기관차 운행 개시

### 해방이후 단선비전철시절
- 1945년 8월 24일 : 38선으로 분단되어 상호간 연결 운행 중단[내용주 1]
- 1948년 12월 25일 : 주내역 개통
- 한국전쟁 : 신탄리 ~ 평강 구간 폐지. 이후의 군사분계선~원산 구간에 대하여는 강원선을 참조할 것.
- 1950년 10월 5일 : 초성리역 개통
- 1955년 (추정) : 어수동역 개통
- 1956년 8월 21일 : 신망리역 개통
- 1963년 3월 5일 : 연촌역을 성북역으로 개칭
- 1966년 6월 21일 : 망월사역 개통
- 1973년 6월 20일 : 중앙선 전철화 완공, 망우선과 동시시공

### 전철화 시대
- 1974년 8월 15일 : 청량리 ~ 성북 구간 복선전철 개통 및 수도권 전철 1호선 직결 운행[내용주 2],휘경역 개통
- 1975년 6월 28일 : 한탄강역 개통
- 1978년 12월 9일 : 이촌역, 성수역 개통 및 용산역 ~ 청량리역 구간 복선전철 개통.[23]
- 1980년 1월 5일 : 신이문역 개통
- 1980년 4월 1일 : 한남역, 회기역 개통
- 1980년 7월 10일 : 성수역을 응봉역으로 개칭
- 1982년 3월 18일 : 성북 ~ 의정부 구간 복선전철화 사업 기공식 시행[24]
- 1984년 2월 10일 : 어수동역, 동두천역을 동두천역, 동안역으로 개칭
- 1985년 1월 14일 : 석계역 개통
- 1985년 4월 20일 : 성북 ~ 창동 구간 복선전철 개통
- 1985년 8월 22일 : 녹천역, 월계역 개통
- 1985년 10월 18일 : 옥수역 개통
- 1986년 9월 2일 : 창동 ~ 의정부 구간 복선전철이 개통되었으며, 동시에 방학역, 도봉역, 도봉산역, 회룡역 개통.
- 1987년 10월 5일 : 의정부북부역 개통[내용주 3][25]
- 1996년 1월 1일 : 휘경역을 외대앞역으로 개칭
- 2005년 1월 30일 : 지행역 개통
- 2005년 12월 16일 : 용산 ~ 회기 구간을 수도권 전철 중앙선으로 편입
- 2006년 12월 15일 : 의정부 ~ 동두천 구간 복선전철 개통[내용주 4]
- 2007년 12월 28일 : 주내역을 양주역으로 개칭 및 덕계역 개통
- 2011년 6월 29일 : 집중호로로 이설 공사가 진행된 월계 ~ 녹천 구간 절개지 붕괴로 기존선과 도로에 토사 유출로 사상사고 발생
- 2011년 7월 28일 : 2011년 7월 한국 중부 집중호우로 인한 선로 유실로 인해 통근열차 영업 일시 중지
- 2011년 9월 이후 : 선로 유실 구간 복구 공사
- 2012년 2월 28일 : 경춘선 ITX-청춘 운행 개시
- 2012년 3월 21일 : 동두천 ~ 신탄리 구간 통근열차 운행 재개 및 편도 기준 1일 6편 감편
- 2012년 7월 1일 : 동두천 ~ 신탄리 구간 통근열차 선로 유실 이전 기준 편도 1일 6편 증편
- 2012년 11월 20일 : 신탄리역 ~ 백마고지역 구간 연장 개통.[26]
- 2013년 2월 25일 : 성북역을 광운대역으로 개칭
- 2014년 8월 1일 : 평화열차 운행 개시
- 2014년 10월 31일 : 동두천 ~ 연천 구간 단선전철[내용주 5] 착공
- 2015년 8월 5일 : 백마고지 ~ 월정리 복원구간 착공[27]
- 2017년 9월 3일 : 동부간선도로 확장 사업에 따른 월계 ~ 녹천 구간 이설 완료
- 2018년 7월 2일 ~ 2018년 12월 1일: 신망리 ~ 대광리 구간 사이 거림천교 개량 공사로 통근열차가 연천역으로 단축 운행[28]
- 2018년 8월 29일 ~ 2018년 9월 7일 : 전곡 ~ 연천 구간 사이 차탄천 철교가 폭우로 침수되어 통근열차가 전곡역으로 단축운행
- 2019년 4월 1일 : 동두천역 ~ 백마고지역 구간 통근열차 운행 중지
- 2019년 4월 17일 : 철도 노선번호 변경에 따라 305로 변경[29]
- 2020년 8월 19일 : 경의선과 시간표 통합(경의경원선)[30]
- 2023년 11월 21일 : 초성리역을 청산역으로 개칭
- 2023년 12월 16일 : 한탄강역 폐역 및 소요산역 ~ 연천역 구간 수도권 전철 1호선 단선전철화 개통.[31]

## 운영
경원선에는 다음 운행 계통이 존재한다.

### 수도권 전철 1호선
회기 ~ 연천 구간은 수도권 전철 1호선이 운행하며 2005년 12월 15일 이전까지는 용산 ~ 성북 구간을 반복 운행하는 계통도 있었으나, 2005년 12월 16일 수도권 전철 경의·중앙선 개통과 함께 수도권 전철 경의·중앙선 경유 운행 계통으로 변경되었다. 수도권 전철 운행 구간은 대부분 1호선 또는 중앙선으로 안내되며, 실제로 경원선으로 표기되는 구간은 수도권 전철이 운행하지 않는 구간이다. 2023년 12월 16일에 소요산 ~ 연천 구간이 개통한다.
경인선 인천역까지 운행하는 급행열차도 있다. 출근 시간대에만 운행되며, 급행 운행으로 단축되는 시간은 약 11분 정도이다. 정차역은 다음과 같다.(단, 동두천~광운대 구간은 인천역급행 행선을 달고 광운대이후로는 인천행으로 행선을 달고 운행한다.
- 인천 - (전역정차) - 광운대 - 창동 - 도봉산 - 회룡 - 의정부 - 양주 - 덕정 - 동두천중앙 - 동두천
  - 소요산역에서 출발하는 열차가 있으며, 소요산행은 없다.

##### 역 번호
- 용산(135) - 이촌(K131) - 서빙고(K130) - 한남(K129) - 옥수(K128) - 응봉(K127) - 왕십리(K126) - 청량리(지상)(K125) - 회기(124) - 외대앞(123) - 신이문(122) - 석계(121) - 성북(120) - 월계(119) - 녹천(118) - 창동(117)

당시 이 운행 계통은 1호선의 일부처럼 취급되었기 때문에 이 운행 계통만을 위한 역 번호가 따로 부여되지 않았다. 그래서 1호선 본선 계통과 겹치는 역들은 1호선에서 쓰던 역 번호를 그대로 사용하였다.
이 운행 계통만 다니던, 이촌역에서부터 지상 청량리역까지의 역에는 K로 시작하는 역 번호를 부여하였는데, 이것은 Korean National Railroad(국철)를 의미한다. K 다음에 오는 숫자는, 지상 청량리역에서부터 용산역까지 거슬러 올라가면서 붙이되, 회기역의 당시 역 번호에서 1씩 더해 나갔다. 예를 들어 회기역은 당시 124가 할당되었으므로, 다음 역인 지상 청량리역은 K125, 그 다음 역인 왕십리역은 K126이 할당되는 식이었다. 사실 경원선은 용산이 시점이기 때문에 만약 이 운행 계통이 별도 노선이었다면 번호를 별도로 부여하여야 할 것이다. 그러나 이 계통은 1호선 본선과 운행 구간이 겹치기 때문에, 1호선 본선 계통 구간의 역 번호 연계해서 번호를 부여한 것이다.
2005년 12월 16일 수도권 전철 용산-덕소선 개통 이후에는 K1으로 시작한다는 점은 동일하지만 번호 부여 방식이 바뀌었다. 1호선과 별개로 K1로 시작하는 역 번호가 부여되지 않았던 용산역과 회기역에도 그 번호가 부여되었고, 역 번호를 1씩 더해가는 방향이 반대로 변경되었다. 새로운 규칙에 따라서 기존에 K1으로 시작하는 번호가 부여되어 있던 이촌~지상 청량리역의 번호도 전면 개정되었다.

### 수도권 전철 경의·중앙선·ITX-청춘
용산역 ~ 청량리역 구간은 수도권 전철 경의·중앙선과 ITX-청춘이 운행한다.수도권 전철 경의·중앙선은 각역 정차이며, ITX-청춘은 용산역, 옥수역, 왕십리역, 청량리역에서 정차한다. 한편 청량리역과 회기역 사이의 구간은 서울 지하철 1호선 인입선과의 평면교차 문제로 인하여, 평화열차 등 일부 특별 열차를 제외하고는 정기 여객열차가 운행하지 않는다.
수도권 전철 경의·중앙선 급행열차는 평일 출퇴근시간에 한해 양방면으로 왕복 4회 운행되며, 회기 - 청량리 - 왕십리 - 옥수 - 이촌 - 용산에 정차한다.

### 강릉선 KTX
서울 ~ 청량리 구간을 운행한다.

## 폐지된 운영 계통

### 왕십리 경유 운행 계통 (폐지)

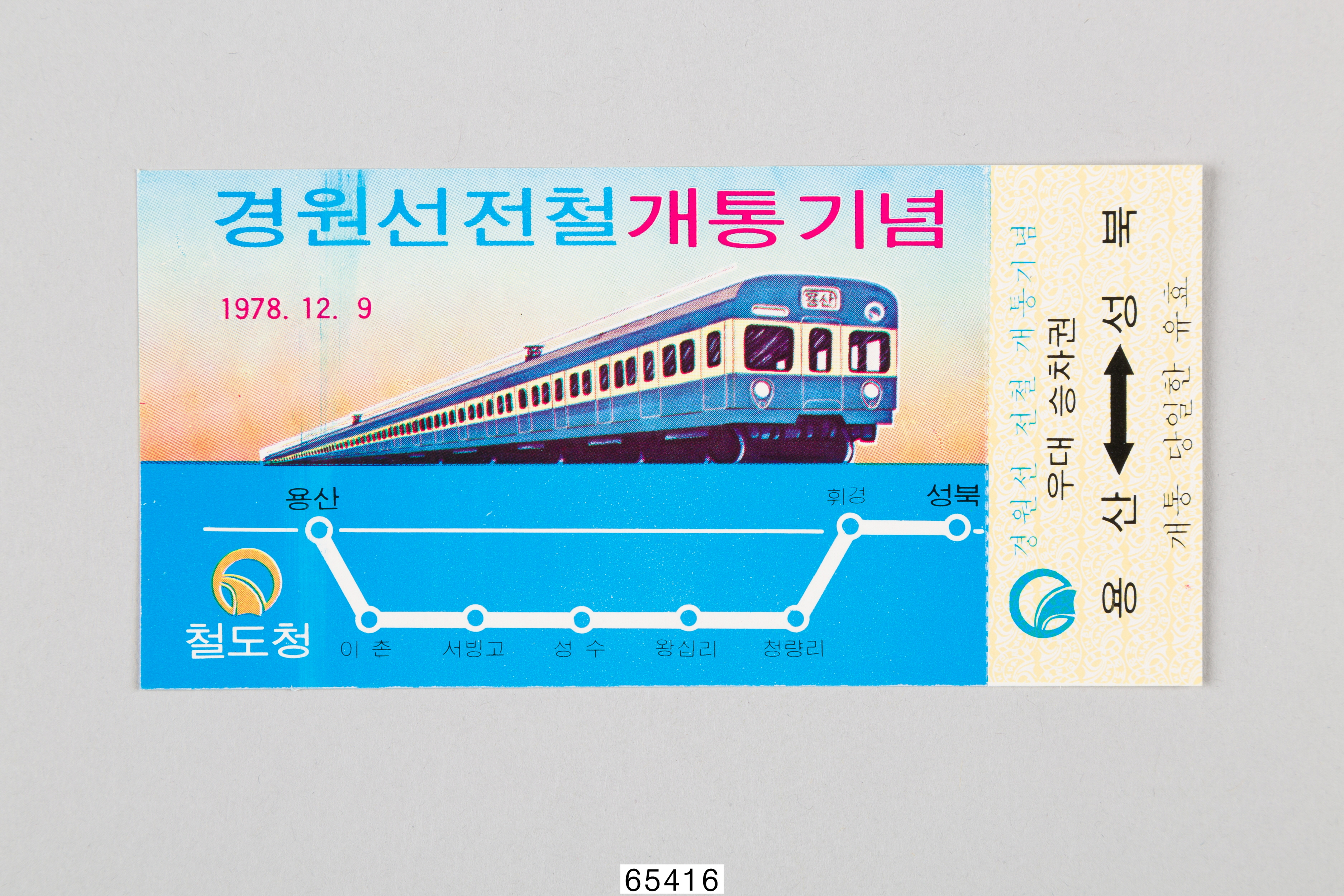
1978년 경원선 개통 당시 기념 승차권

1978년 12월 9일부터 용산 - 경원선 - 성북 구간을 경유하는 운행 계통이 존재하였다. 주로 용산 - 왕십리 - 성북 간을 운행하였는데, 종종 용산 - 경원선 - 청량리 간만 운행하는 열차도 있었다. 이들 열차는 모든 역에 정차하였으며 급행 열차는 없었다. 이 당시 용산 - 지상 청량리 구간만 운행했던 열차가 있었던 이유는, 당시에는 경원선과 중앙선 선로 사이에 평면 교차가 이루어져 서로의 운행 스케줄을 간섭하였기 때문이었고 신호 때문에 대기해야 하는 상황이 종종 발생하게 되어 더군다나 신호가 맞지 않을 경우에는 충돌의 위험이 있었다. 청량리-덕소 구간의 복선 전철 공사가 완공되면 왕십리 경유 운행 계통을 폐지하는 것으로 계획이 변경되었다.
한편 특이하게 창동역을 출발하여 성북, 왕십리를 거쳐 용산까지 가는 열차도 있었다. 이 열차는 공휴일을 제외한 월요일~토요일 아침마다 1회씩만 운행되었다. 이 열차 역시 가는 길에 있는 모든 역에 정차하였으며, 반대 방향으로 가는 열차는 존재하지 않았다.
2000년 당시 ‘지하철 안내체계 개선 사업’의 일환으로 수도권 전철 1 · 3 · 4호선이 운행 기관과 상관 없이 노선 안내명과 노선색이 통일되었다. 이 때 왕십리 경유 경원선 운행 계통은 명시적이지는 않았으나 1호선의 일부분처럼 간주되었다고 볼 수 있다. 그래서 이 운행 계통도 1호선의 다른 구간과 동일하게 남색(●)이 상징색이었다. 또한 1호선 본선 계통과 겹치는 역에는 이 운행 계통을 위한 역 번호가 따로 부여되지 않았다. 그리고 노선도에서 환승역 기호를 본선 계통과 분기·합류하는 역인 용산과 회기에만 표시하였다. 이 점은 경인선 계통과 경부선 계통이 만나는 구로역과 동일한 것이었다. 뿐만 아니라 차량도 공유하였기 때문에 차내에 부착하는 개별 노선도에 이 구간도 함께 그려졌다.
그러다가 2005년 12월 16일에 수도권 전철 중앙선 회기~덕소 구간이 개통하면서 이와 동시에 용산-회기 구간은 노선 자체 회사 방식으로 변경되어 1호선의 운행 계통에서 완전히 별개로 분리, 용산~왕십리~덕소 구간을 운행하게 되었다. 이와 동시에 새로운 상징색이 부여되었고, 각 역의 번호가 변경되었다. 다만 노선 분리 초기에는 아직 1호선과 열차를 공유하였던 관계로 차내에 부착하는 개별 노선도에는 두 노선이 함께 그려졌었다.
2000년 지하철 안내체계 개선 사업 이후에도 이 운행 계통 이나 용산~왕십리~회기 구간을 가리키는 안내 명칭을 명확히 정하지 않았다. 그래서 운영 기관이나 상황에 따라서 경원선이나 국철 등으로 불렸다.
2005년 12월 16일부터는 용산~왕십리~덕소 구간을 운행하게 되면서 1호선과 별개로 분리되었으나 안내 명칭은 여전히 확정되지 못하였다. 이 노선이 한국철도공사의 영업 거리표상 경원선과 중앙선을 모두 이용하였기 때문이다. 그래서 처음에는 임시로 용산-덕소선이라는 명칭이 사용되었다. 이후 추가로 역이 개통되면서 운행 계통 내에서 중앙선 구간의 비중이 커지게 되었고, 이에 따라 2007년 12월 27일부터 안내 노선명을 중앙선으로 확정하였다. 그리고 용산선과 직결하면서 현재의 경의중앙선이 됐다.

### 폐지된 일반열차
과거에는 중앙선을 경유하는 일반열차들이 서울역에서 출발해 용산역에서 경원선에 진입해 청량리역에서 중앙선으로 갔다. 지금은 강릉선 KTX와 관광열차인 평화열차를 빼면 그러한 정기열차는 없다.
교외선 일반열차도 경원선을 운행했으나 용산-성북 구간 전철화 공사가 준공되기 몇 달 전인 1978년 4월 용산-성북 구간의 운행이 중단되었으며, 이후 1호선 연장에 따라 서울-능곡-의정부로 단축되어 교외선 정기열차 경원선 운행이 중단되었다.

### 무궁화호(2026년7월예정) (리미트 무궁화호 객차 예정)
소요산역 ~ 연천역 전철화 공사로, 운행이 중지되었다. 운임은 전 구간 1,000원으로 정차역은 다음과 같다.
- 연천 - 신망리 - 대광리 - 신탄리 - 백마고지

### 새마을호(2026년7월예정) (리미트 새마을호 객차 예정)
관광열차로, 서울 ~ 연천 구간을 운행하며 도시통근형 디젤 액압 동차를 개조해 평화열차로 운행 하였으나 수요저조로 폐지되었다.
- 서울 - 청량리 - 의정부 - 동두천 - 연천 - 신탄리 - 백마고지

## 터널 구성
| 터널 길이  | 길이   | 준공 년도 | 비고 |
| ---------- | ------ | --------- | ---- |
| 초안산터널 | 135m   | 2017년    |      |
| 마차산터널 | 2,795m | 2023년    |      |
| 율이1터널  | 456m   | 2012년    |      |
| 율이2터널  | 206m   | 2012년    |      |
| 율이3터널  | 97m    | 2012년    |      |

## 차량

### 수도권 전철 1호선차량
- 한국철도공사 311000 · 312000호대 전동차 (회기 - 연천)구간에만 운행한다.
- 서울교통공사 1000호대 VVVF 전동차(회기 - 양주)구간에만 운행한다.
- 서울교통공사 1000호대 저항제어 전동차(회기 - 양주)구간에만 운행한다.

### 수도권 전철 경의·중앙선차량·ITX-청춘차량
- 한국철도공사 321000호대 전동차 (용산 - 회기)구간에만 운행한다.
- 한국철도공사 331000호대 전동차 (용산 - 회기)구간에만 운행한다.
- 한국철도공사 351000호대 전동차 (왕십리 - 청량리)구간에만 운행한다.
- 한국철도공사 361000호대 전동차 (청량리 - 회기)구간에만 운행한다.
- 한국철도공사 368000호대 전동차 (ITX-청춘) (용산 - 회기)구간에만 운행한다.

## 역 목록
- 용산~청량리 구간은 수도권 전철 경의·중앙선, 청량리~연천 구간은 수도권 전철 1호선이 운행된다.
- 양주역과 덕계역 사이, 용산역으로부터 약 37.5 km 지점에 정식으로는 존재하지 않는 마전신호장이 있다.

<--

| 역 번호                  | 역명                     | 로마자 역명                     | 한자 역명                | 접속 노선                                                                                            | 역간 거리(km)            | 영업 거리(km)            | 소재지                   | 소재지                   |                          |
| ↑ 용산선 효창공원역 방면 | ↑ 용산선 효창공원역 방면 | ↑ 용산선 효창공원역 방면        | ↑ 용산선 효창공원역 방면 | ↑ 용산선 효창공원역 방면                                                                             | ↑ 용산선 효창공원역 방면 | ↑ 용산선 효창공원역 방면 | ↑ 용산선 효창공원역 방면 | ↑ 용산선 효창공원역 방면 | ↑ 용산선 효창공원역 방면 |
| ------------------------ | ------------------------ | ------------------------------- | ------------------------ | --- | ------------------------ | ------------------------ | ------------------------ | ------------------------ | ------------------------ |
| K110                     | 용산                     | Yongsan                         | 龍山                     | ● 수도권 전철 1호선 경부선                                                                           | 0.0                      | 0.0                      | 서울특별시               | 용산구                   |                          |
|                          | 삼각선 (분기)            | -                               | -                        | 용산삼각선                                                                                           | 0.8                      | 0.8                      | 서울특별시               | 용산구                   |                          |
| K111                     | 이촌                     | Ichon                           | 二村                     | ● 수도권 전철 4호선                                                                                  | 1.9                      | 1.9                      | 서울특별시               | 용산구                   |                          |
| K112                     | 서빙고                   | Seobinggo                       | 西氷庫                   | | 1.7                      | 3.6                      | 서울특별시               | 용산구                   |                          |
| K113                     | 한남                     | Hannam                          | 漢南                     | | 1.9                      | 5.5                      | 서울특별시               | 용산구                   |                          |
| K114                     | 옥수                     | Oksu                            | 玉水                     | ● 수도권 전철 3호선                                                                                  | 1.6                      | 7.1                      | 서울특별시               | 성동구                   |                          |
| K115                     | 응봉                     | Eungbong                        | 鷹峰                     | | 1.8                      | 8.9                      | 서울특별시               | 성동구                   |                          |
| K116                     | 왕십리                   | Wangsimni                       | 往十里                   | ● 서울 지하철 2호선 ● 수도권 전철 5호선 ● 수도권 전철 수인·분당선                                    | 1.4                      | 10.3                     | 서울특별시               | 성동구                   |                          |
| K117 125                 | 청량리                   | Cheongnyangni                   | 淸凉里                   | ● 수도권 전철 1호선 ● 수도권 전철 경춘선 ● 수도권 전철 수인·분당선 중앙선(● 수도권 전철 경의·중앙선) | 2.4                      | 12.7                     | 서울특별시               | 동대문구                 |                          |
| K118 124                 | 회기                     | Hoegi                           | 回基                     | ● 수도권 전철 경의·중앙선 ● 수도권 전철 경춘선 (일부)                                                | 1.4                      | 14.1                     | 서울특별시               | 동대문구                 |                          |
| 123                      | 외대앞                   | Hankuk Univ. of Foreign Studies | 外大앞                   | | 0.8                      | 14.9                     | 서울특별시               | 동대문구                 |                          |
| 122                      | 신이문                   | Sinimun                         | 新里門                   | | 0.8                      | 15.7                     | 서울특별시               | 동대문구                 |                          |
| 121                      | 석계                     | Seokgye                         | 石溪                     | ● 서울 지하철 6호선                                                                                  | 1.4                      | 17.1                     | 서울특별시               | 노원구                   |                          |
| 120                      | 광운대                   | Kwangwoon Univ.                 | 光云大                   | ● 수도권 전철 경춘선 (평일 일부)                                                                     | 1.1                      | 18.2                     | 서울특별시               | 노원구                   |                          |
| 119                      | 월계                     | Wolgye                          | 月溪                     | | 1.1                      | 19.3                     | 서울특별시               | 노원구                   |                          |
| 118                      | 녹천                     | Nokcheon                        | 鹿川                     | | 1.4                      | 20.7                     | 서울특별시               | 도봉구                   |                          |
| 117 412                  | 창동                     | Chang-dong                      | 倉洞                     | ● 수도권 전철 1호선 ● 수도권 전철 4호선                                                              | 1.0                      | 21.7                     | 서울특별시               | 도봉구                   |                          |
| 116                      | 방학                     | Banghak                         | 放鶴                     | | 1.7                      | 23.4                     | 서울특별시               | 도봉구                   |                          |
| 115                      | 도봉                     | Dobong                          | 道峰                     | | 1.3                      | 24.7                     | 서울특별시               | 도봉구                   |                          |
| 114                      | 도봉산                   | Dobongsan                       | 道峰山                   | ● 서울 지하철 7호선                                                                                  | 1.2                      | 25.9                     | 서울특별시               | 도봉구                   |                          |
| 113                      | 망월사                   | Mangwolsa                       | 望月寺                   | | 2.3                      | 28.2                     | 경기도                   | 의정부시                 |                          |
| 112                      | 회룡                     | Hoeryong                        | 回龍                     | ● 의정부 경전철                                                                                      | 1.4                      | 29.6                     | 경기도                   | 의정부시                 |                          |
| 111                      | 의정부                   | Uijeongbu                       | 議政府                   | 교외선                                                                                               | 1.6                      | 31.2                     | 경기도                   | 의정부시                 |                          |
| 110                      | 가능                     | Ganeung                         | 佳陵                     | | 1.2                      | 32.4                     | 경기도                   | 의정부시                 |                          |
| 109                      | 녹양                     | Nogyang                         | 綠楊                     | | 1.3                      | 33.7                     | 경기도                   | 의정부시                 |                          |
| 108                      | 양주                     | Yangju                          | 楊州                     | | 1.6                      | 35.3                     | 경기도                   | 양주시                   |                          |
|                          | 마전                     |                                 | 2.2                      | 37.5                                                                                                 |                          |                          | 경기도                   | 양주시                   |                          |
| 107                      | 덕계                     | Deoqgye                         | 德溪                     | | 3.1                      | 40.6                     | 경기도                   | 양주시                   |                          |
| 106                      | 덕정                     | Deokjeong                       | 德亭                     | | 5.3                      | 40.6                     | 경기도                   | 양주시                   |                          |
| 105                      | 봉양                     | Bongyang                        |                          | | 2.9                      | 43.5                     | 경기도                   | 양주시                   |                          |
| 104                      | 지행                     | Jihaeng                         | 紙杏                     | | 5.6                      | 49.1                     | 경기도                   | 동두천시                 |                          |
| 103                      | 동두천중앙               | Dongducheonjungang              | 東豆川中央               | | 1.0                      | 50.1                     | 경기도                   | 동두천시                 |                          |
| 102                      | 보산                     | Bosan                           | 保山                     | | 1.4                      | 51.5                     | 경기도                   | 동두천시                 |                          |
| 101                      | 동두천                   | Dongducheon                     | 東豆川                   | | 1.6                      | 53.1                     | 경기도                   | 동두천시                 |                          |
| 100                      | 소요산                   | Soyosan                         | 逍遙山                   | | 2.4                      | 55.5                     | 경기도                   | 동두천시                 |                          |
| 100-1                    | 청산                     | Cheongsan                       | 靑山                     | | 5.8                      | 61.3                     | 경기도                   | 연천군                   |                          |
| 100-2                    | 전곡                     | Jeongok                         | 全谷                     | | 3.3                      | 64.6                     | 경기도                   | 연천군                   |                          |
| 100-3                    | 연천                     | Yeoncheon                       | 漣川                     | | 8.7                      | 73.3                     | 경기도                   | 연천군                   |                          |
|                          | 신망리                   | Sinmang-ri                      | 新望里                   | | 4.0                      | 77.3                     | 경기도                   | 연천군                   |                          |
|                          | 대광리                   | Daegwang-ri                     | 大光里                   | | 7.0                      | 84.3                     |                          | 연천군                   |                          |
|                          | 신탄리                   | Sintan-ri                       | 新炭里                   | | 4.4                      | 88.7                     |                          | 연천군                   |                          |
|                          | 백마고지                 | Baengmagoji                     | 白馬高地                 | | 5.6                      | 94.3                     | 강원특별자치도           | 철원군                   |                          |

## 경원선의 교통량

### 열차 통과량
2023년도 철도통계연보에 따르면, 경원선을 경유하는 정기열차의 운행 빈도는 다음과 같다.(단위 : 회/일, 작성기준 : 편도, 주중)
| 운행구간          | 선로용량 | 고속열차 | 일반여객 | 전동차 | 일반화물 | 운행총계 |
| ----------------- | -------- | -------- | -------- | ------ | -------- | -------- |
| 용산 - 청량리     | 163      | 18       | 18       | 98     | 3        | 137      |
| 청량리 - 광운대   | 225      | 0        | 0        | 172    | 0        | 172      |
| 광운대 - 동두천   | 171      | 0        | 0        | 110    | 0        | 110      |
| 동두천 - 소요산   | 113      | 0        | 0        | 38     | 0        | 38       |
| 소요산 - 신탄리   | 37       | 0        | 0        | 21     | 0        | 21       |
| 신탄리 - 백마고지 | 62       | 0        | 0        | 0      | 0        | 0        |

### 이용객 변동
다음 자료는 2000년부터 2015년까지 한국철도공사 한국철도통계 내용을 모은 것이다.
| 구분       | 이용 인원수 (명) | 이용 인원수 (명) | 이용 인원수 (명) | 이용 인원수 (명) | 이용 인원수 (명)             | 이용 인원수 (명)             | 이용 인원수 (명)             | 이용 인원수 (명)             | 이용 인원수 (명)             | 이용 인원수 (명)             | 이용 인원수 (명)             | 이용 인원수 (명)             | 이용 인원수 (명)             | 이용 인원수 (명)             | 이용 인원수 (명)             | 이용 인원수 (명)             | 각주   |
| 구분       | 2000년           | 2001년           | 2002년           | 2003년           | 2004년                       | 2005년                       | 2006년                       | 2007년                       | 2008년                       | 2009년                       | 2010년                       | 2011년                       | 2012년                       | 2013년                       | 2014년                       | 2015년                       | 각주   |
| ---------- | ---------------- | ---------------- | ---------------- | ---------------- | ---------------------------- | ---------------------------- | ---------------------------- | ---------------------------- | ---------------------------- | ---------------------------- | ---------------------------- | ---------------------------- | ---------------------------- | ---------------------------- | ---------------------------- | ---------------------------- | ------ |
| 비둘기     | 0                | 0                | 0                | 0                | 0                            | 0                            | 0                            | 0                            | 0                            | 0                            | 0                            | 0                            | 0                            | 0                            | 0                            | 0                            | [ 34 ] |
| 통일(통근) | 6,015,331        | 5,663,596        | 5,153,944        | 5,097,217        | 4,933,900                    | 4,742,926                    | 4,260,072                    | 1,618,584                    | 1,441,134                    | 1,192,954                    | 1,073,734                    | 613,262                      | 649,885                      | 1,007,497                    | 684,267                      | 520,001                      | [ 34 ] |
| 무궁화     | 755,293          | 1,118,063        | 1,004,947        | 999,162          | 1,788,736                    | 1,939,840                    | 2,790,575                    | 2,989,909                    | 3,020,890                    | 2,623,383                    | 2,354,179                    | 1,283,509                    | 1,427,508                    | 1,679,700                    | 1,751,059                    | 1,729,358                    | [ 34 ] |
| 새마을     | 5                | 2                | 0                | 378              | 10                           | 7                            | 110,846                      | 8,281                        | 256                          | 2,855                        | 3,859                        | 75,837                       | 80,850                       | 110,707                      | 141,283                      | 208,948                      | [ 34 ] |
| 건설       | 32,931           | 30,680           | 46,150           | 45,220           | 각 종별 열차 이용객에 포함됨 | 각 종별 열차 이용객에 포함됨 | 각 종별 열차 이용객에 포함됨 | 각 종별 열차 이용객에 포함됨 | 각 종별 열차 이용객에 포함됨 | 각 종별 열차 이용객에 포함됨 | 각 종별 열차 이용객에 포함됨 | 각 종별 열차 이용객에 포함됨 | 각 종별 열차 이용객에 포함됨 | 각 종별 열차 이용객에 포함됨 | 각 종별 열차 이용객에 포함됨 | 각 종별 열차 이용객에 포함됨 | [ 34 ] |
| 정기권     | 878,619          | 894,045          | 784,857          | 821,481          | 각 종별 열차 이용객에 포함됨 | 각 종별 열차 이용객에 포함됨 | 각 종별 열차 이용객에 포함됨 | 각 종별 열차 이용객에 포함됨 | 각 종별 열차 이용객에 포함됨 | 각 종별 열차 이용객에 포함됨 | 각 종별 열차 이용객에 포함됨 | 각 종별 열차 이용객에 포함됨 | 각 종별 열차 이용객에 포함됨 | 각 종별 열차 이용객에 포함됨 | 각 종별 열차 이용객에 포함됨 | 각 종별 열차 이용객에 포함됨 | [ 34 ] |
| 합계       | 7,682,179        | 7,706,386        | 6,989,898        | 6,963,458        | 6,722,646                    | 6,682,773                    | 7,161,493                    | 4,616,774                    | 4,462,280                    | 3,819,192                    | 3,431,772                    | 1,972,608                    | 2,158,243                    | 2,797,904                    | 2,576,609                    | 2,458,307                    | [ 34 ] |

## 같이 보기
- ● 수도권 전철 경의·중앙선
- ● 수도권 전철 1호선
- 용산선
- 용산삼각선